# 梁平正
梁平正（1958年—），台灣藝術家，1958年生於台灣屏東。梁平正畢業於中國文化大學美術系，獲學士學位。梁平正擅長木雕，作品有獨特的風格，曾獲雄獅美術新人獎、裕隆金質獎等獎項。2017年至2018年，梁平正完成了一件巨型戶外雕塑作品「Wish希望之心」，長久展示於中悅建設的建案中庭內。

## 外部連結
- 梁平正官方網站 （页面存档备份，存于）
- 羅芙奧藝術集團
- 捷寶建設&捷寶美述館 （页面存档备份，存于）